# 聖カタリナの神秘の結婚 (コレッジョ、デトロイト美術館)
『聖カタリナの神秘の結婚』（せいカタリナのしんぴのけっこん、伊: Matrimonio mistico di santa Caterina, 英: Mystic Marriage of Saint Catherine）は、イタリアのルネサンス期のパルマ派の画家コレッジョが1512年ごろに制作した絵画である。油彩。主題はキリスト教の殉教聖人として名高いアレクサンドリアの聖カタリナとキリストの神秘的な結婚から採られている。いくつかあるコレッジョの同主題の作例の1つで、おそらくコレッジョの現存する最古の祭壇画と考えられている。マントヴァのゴンザーガ家、イングランド国王チャールズ1世、オーストリア大公国の政治家ヴェンツェル・アントン・フォン・カウニッツによって所有され、現在はアメリカ合衆国ミシガン州のデトロイト美術館に所蔵されている。

## 主題
『黄金伝説』によると、アレクサンドリアの聖カタリナは学識豊かなアレクサンドリアの王女であった。聖カタリナとの結婚を望んだローマ皇帝マクセンティウスは彼女の信仰を崩そうとして学者たちを招聘したが、聖カタリナはこれをことごとく論破した。マクセンティウスは激怒して聖カタリナを投獄し、死刑を宣告した。しかし拷問道具の鋭いスパイクのある車輪が落雷で破壊され、奇跡的に助かった。その後、彼女は斬首されたが、遺体は天使によってシナイ山の修道院に運ばれた。破壊された車輪はキリスト教の殉教者である彼女を象徴するアトリビュートとなった。聖カタリナは生前、隠者から洗礼を受けてキリスト教に改宗し、キリストと神秘的な結婚をしたと伝えられている。別の伝説によると、聖カタリナは隠者から聖母子画を授けられたが、彼女の信仰心の高まりとともに描かれた幼児キリストが彼女の方を向き、聖カタリナの指に指輪をはめたと伝えられている。

## 作品

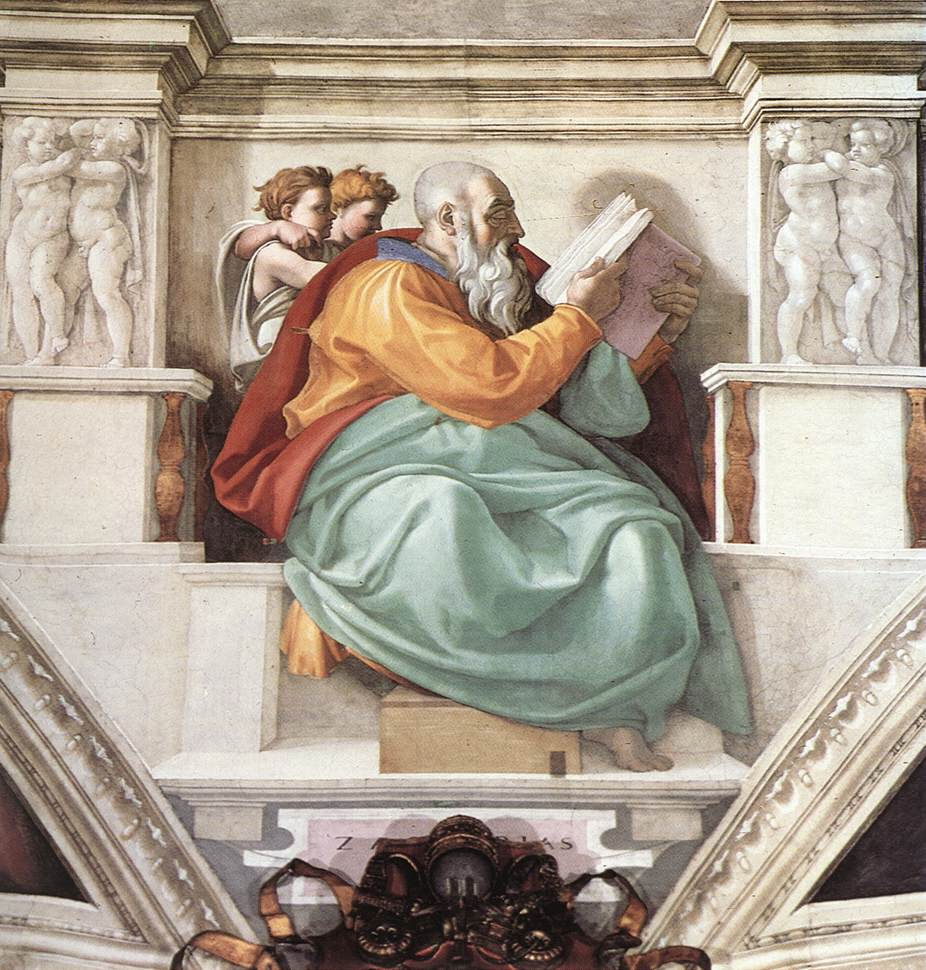
ミケランジェロ・ブオナローティのシスティーナ礼拝堂天井画の1つ『預言者ゼカリヤ』。

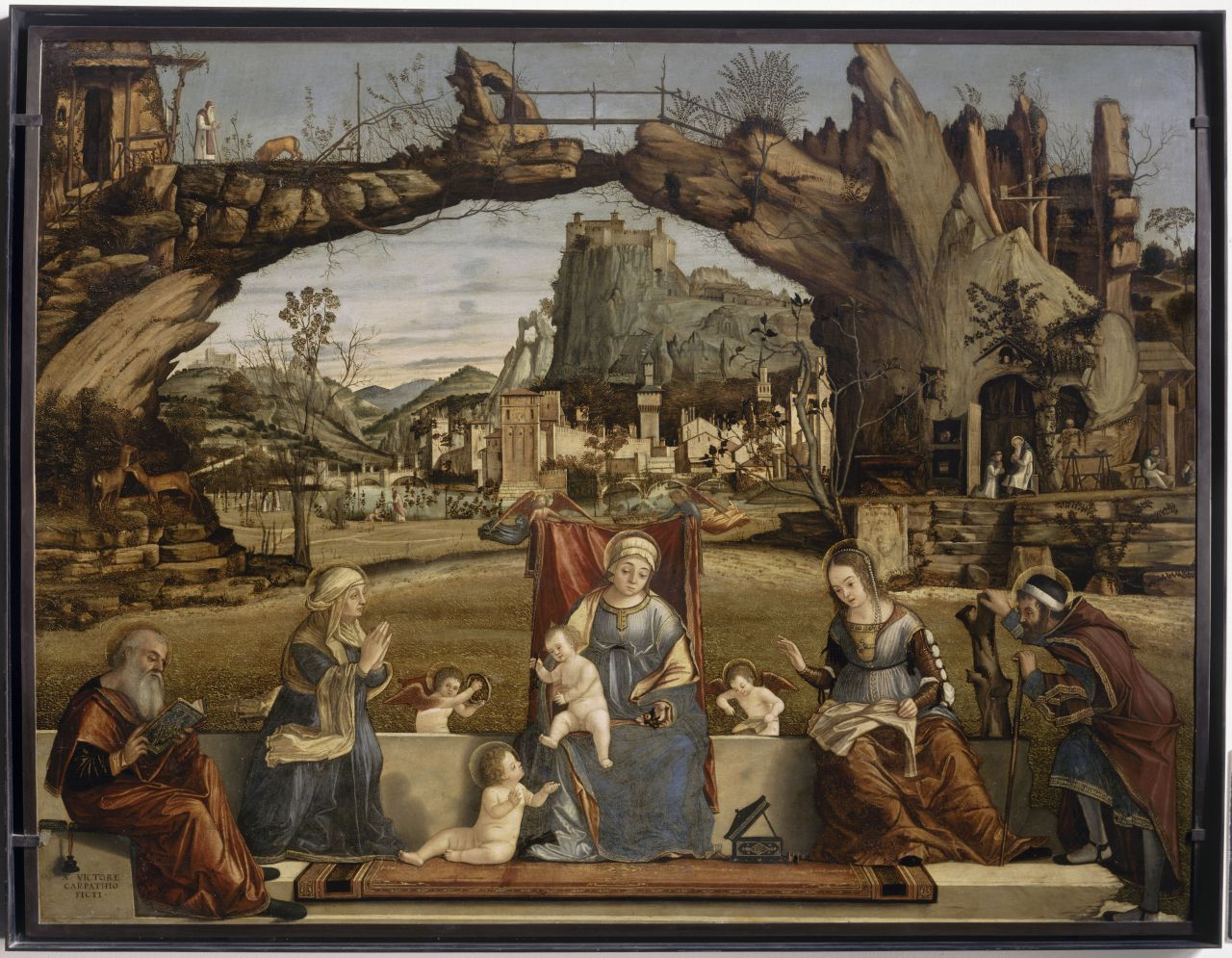
ヴィットーレ・カルパッチョの『聖会話』。1500年ごろ。プティ・パレ美術館所蔵。

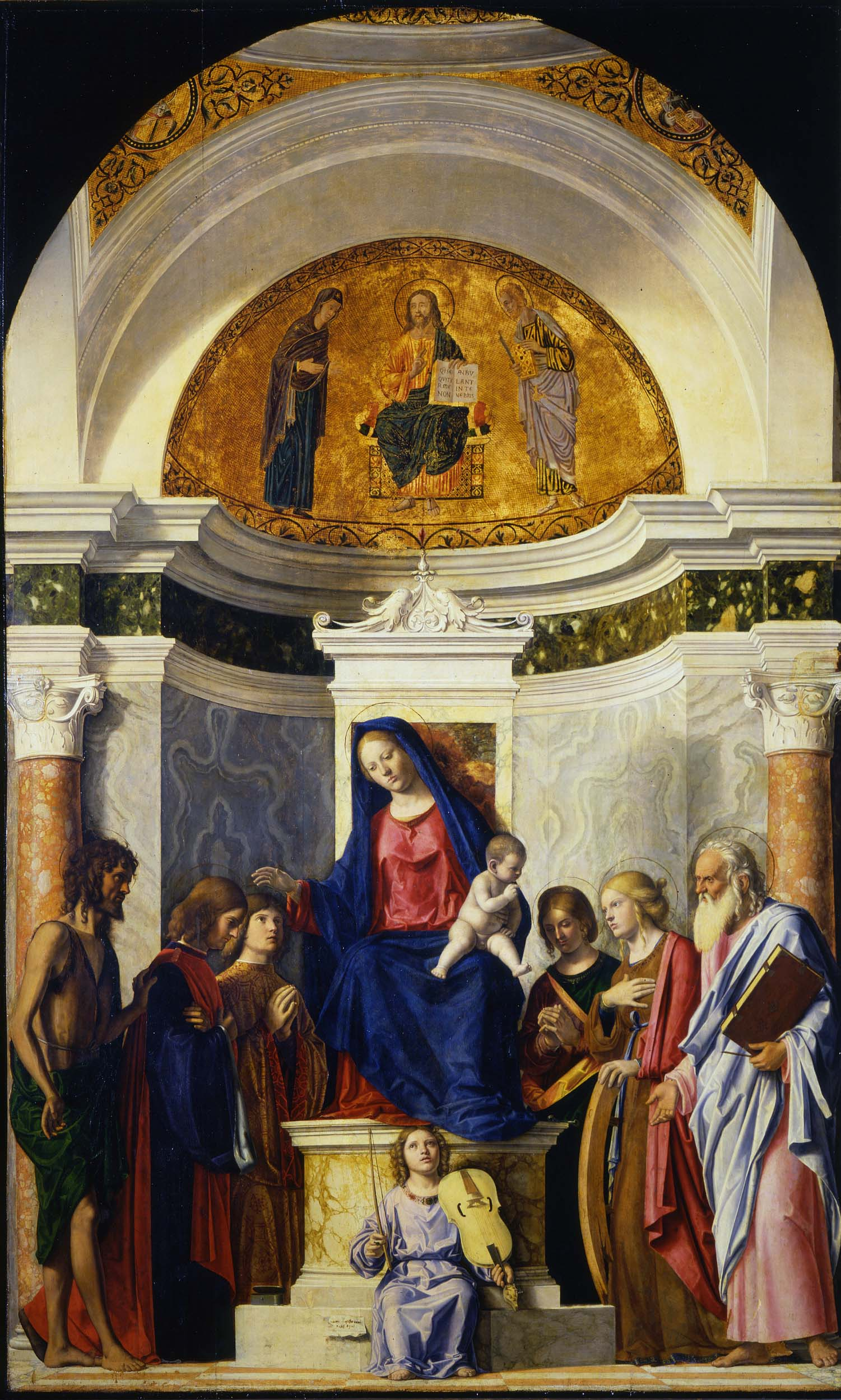
チーマ・ダ・コネリアーノの『モンティーニの祭壇画』。1506年から1507年ごろ。パルマ国立美術館所蔵。

本作品はアンドレア・マンテーニャとレオナルド・ダ・ヴィンチの影響が融合した初期の作例として知られる。初期のコレッジョの作品はマンテーニャの正面性から脱却し、より流動的な構図へと発展する過程を示している。本作品はコレッジョの同主題の絵画の中ではナショナル・ギャラリー・オブ・アートのバージョンに次いで2番目に制作されたが、制作年代が近いはずの両作品の間にはすでに距離が発生しており、明確で動きのある構図を持ち、以前のバージョンにない自然さと表現力を備えている。
聖母マリアと3人の聖人に見守られ、幼児のキリストとアレクサンドリアの聖カタリナの神秘的な結婚が描かれている。聖カタリナは画面右でひざまずき、幼児のキリストに右手を差し出している。またアトリビュートである破壊された車輪にマントをかけ、その上にナツメヤシの葉を持った左手を置いている。車輪のそばには剣も置かれている。幼児のキリストは聖母の左足にまたがり、右足を聖母に支えられながら、聖カタリナの右手薬指に指輪をはめている。画面左には洗礼者ヨハネが立っており、微笑みながら神秘的な結婚の光景を指さしている。洗礼者ヨハネの弧を描くような立像は、背景の人物群に向かって伸びる木の枝とともに、聖母マリアの曲線のポーズと反響している。
聖母子と聖カタリナの間には年老いた聖人が書物を持ちながら正面を向いて立ち、聖母の背後には老女の聖人が立っている。この2人は聖ヨセフと聖アンナとも、聖ザカリアと聖エリサベトとも言われている。しかし聖ヨセフの典型的なアトリビュートは、大工道具、百合、花が咲いた杖などであり、書物はそれほど一般的ではない。これに対して聖ザカリアはしばしば書物を持った姿で表される『旧約聖書』の預言者ゼカリヤと混同される。たとえば、ミケランジェロ・ブオナローティによるシスティーナ礼拝堂天井画の『預言者ゼカリヤ』（Profeta Zaccaria）は書物を読む姿で描かれているが、ヴィットーレ・カルパッチョの『聖会話』（Sacra Conversazione）に描かれた聖ザカリアは『旧約聖書』の預言者と混同され、同様に書物を読む姿で描かれている。また赤い色の衣服は聖ヨセフよりも聖ザカリアにふさわしいものである。いずれにせよ、一方は聖カタリナの神秘的な結婚、他方は聖家族ないし洗礼者ヨハネの家族が集合したものであり、関係性の希薄な聖人の断片的集合ではなく、一貫したグループを形成している。
本作品はロレンツォ・コスタ、あるいはガロファロといった、マントヴァやボローニャの芸術的伝統が色濃く表れているが、微笑んでいる洗礼者ヨハネはすでにレオナルド・ダ・ヴィンチから影響を受けていることを示している。また幼児キリストのポーズは、当時パルマ大聖堂に所蔵されていたチーマ・ダ・コネリアーノの『モンティーニの祭壇画』（La Pala Montini）と非常に類似していることが指摘されている。これはコレッジョが1510年代初頭ごろにパルマを訪れたことを意味している。
帰属については、イングランド王国時代にレオナルド・ダ・ヴィンチの影響を強く受けたベルナルディーノ・ルイーニあるいはガウデンツィオ・フェッラーリと考えられていた。絵画がウィーンの個人コレクションにあった1900年、オーストリアの美術史家テオドール・フォン・フリンメルによってコレッジョに帰属された。
制作年代は1510年代初頭とされ、『聖フランチェスコの聖母』（Madonna di San Francesco）よりも早く制作された。

## 来歴
絵画の発注主や初期の来歴は不明である。最初の確実な記録はマントヴァ公爵フェルディナンド・ゴンザーガの死の翌1627年に作成されたゴンザーガ家のコレクションの目録である。公国を継承した弟ヴィンチェンツォ2世・ゴンザーガはコレクションをイングランド国王チャールズ1世に売却した。チャールズ1世の処刑後に売却され、フランドル出身の画家レミギウス・ファン・リープットによって購入された。その後、おそらくローマ教皇ピウス6世の手に渡り、オーストリア大公国のヴェンツェル・アントン・フォン・カウニッツに贈呈された。カウニッツの死後は1世紀の間、ウィーンの個人コレクションにあり、1920年ごろにウィーンの美術商クルト・ヴァルター・バッハシュティッツに売却された。さらにイタリア系オーストラリア人のユダヤ系銀行家カミーロ・カスティリオーニの手に渡ると、彼は1925年11月17日にアムステルダムのオークションハウス、フレデリック・ミュラー・カンパニーで絵画を売却。これを美術商の初代デュヴィーン男爵ジョゼフ・デュヴィーンが購入した。最終的な所有者はデトロイトの主要な日刊紙の1つデトロイト・ニュースの創刊者ジェームズ・エドマンド・スクリップスの娘で、慈善家・園芸家のアンナ・スクリップス・ウィットコムであった。彼女は亡き父を偲んで本作品を購入し、1926年にデトロイト美術館に寄贈した。

## ギャラリー
他のバージョン

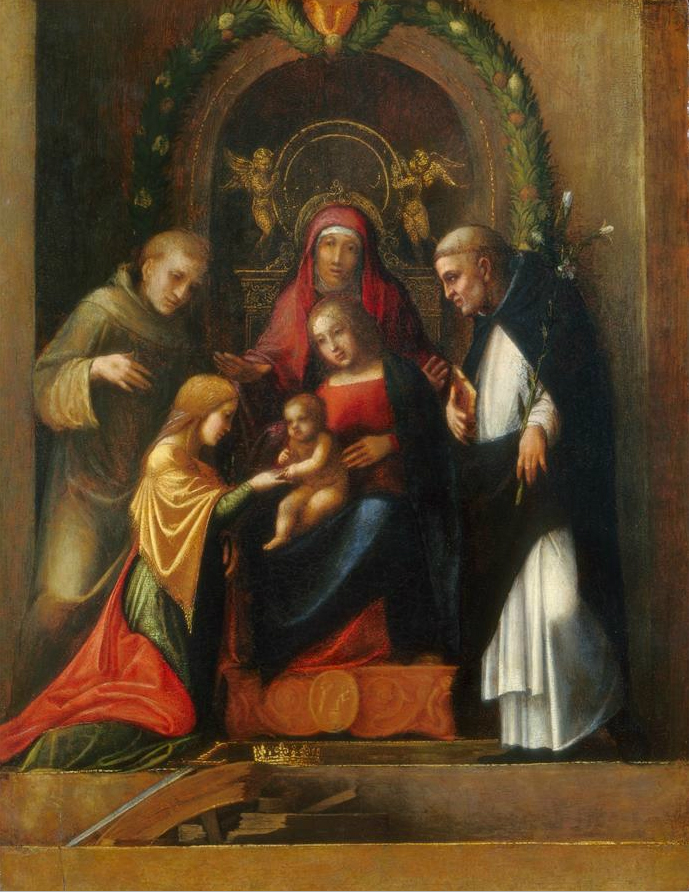
『聖カタリナの神秘の結婚』1510年ごろ ナショナル・ギャラリー・オブ・アート所蔵
『聖カタリナの神秘の結婚』1518年-1520年ごろ カポディモンテ美術館所蔵
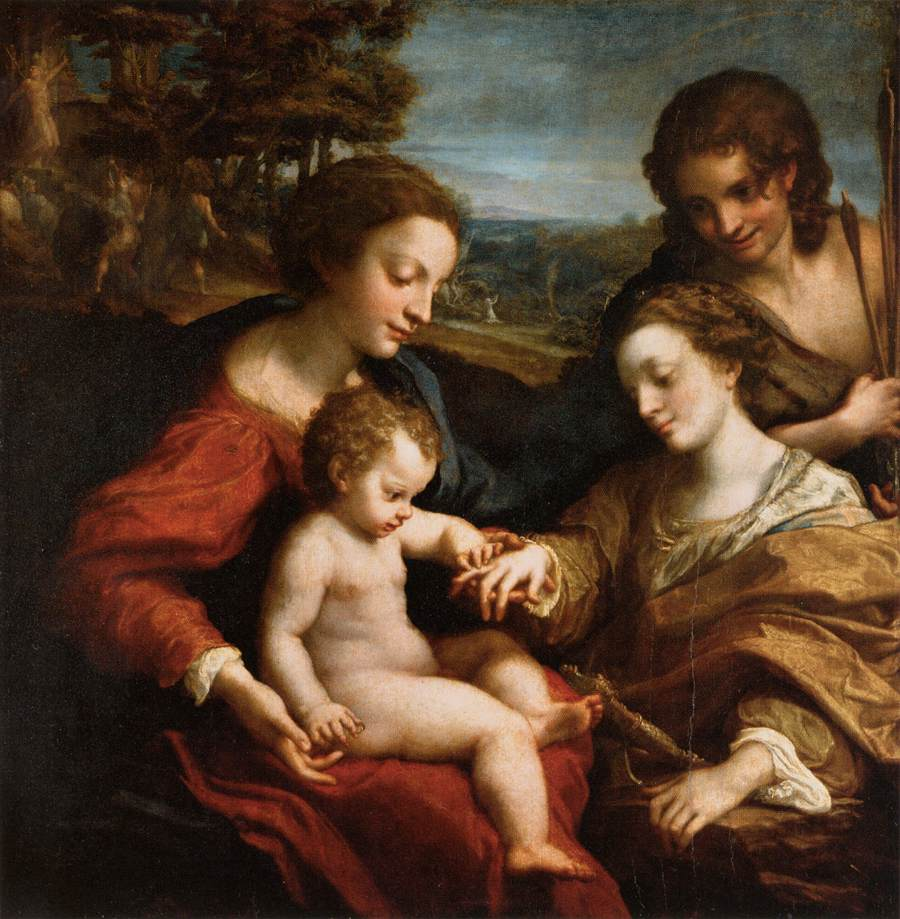
『聖カタリナの神秘の結婚と聖セバスティアヌス』1526年-1527年ごろ ルーヴル美術館所蔵